# Gallus
Gallus (Brisson, 1766) è un genere di uccelli dell'ordine dei gallinacei.
A questo genere vengono ascritte quattro specie, tutte originarie nel subcontinente indiano, del sud-est asiatico e dell'Indonesia (sebbene sembrerebbe che il genere abbia avuto origine in Eurasia in base ai resti fossili finora trovati): a seguito del processo di addomesticamento, una delle specie (Gallus gallus ed in particolare la sottospecie domesticus) ha distribuzione cosmopolita e rappresenta uno degli animali domestici numericamente più consistenti.

## Descrizione
Si tratta di uccelli di media taglia, contraddistinti da un marcato dimorfismo sessuale, col maschio più grande della femmina e dotato di un piumaggio molto più sgargiante, piume più lunghe e cresta e bargigli molto pronunciati. Nonostante la colorazione, tuttavia, è molto difficile avvistare questi uccelli indipendentemente dal sesso nelle aree di densa vegetazione che essi prediligono.

## Biologia
I colori sgargianti del maschio hanno la funzione di attrarre il maggior numero di femmine possibile a fini riproduttivi. La cura delle uova è affidata unicamente alla femmina, che si occupa anche dei piccoli, che sono comunque nidifughi.
Questi animali si nutrono prevalentemente di semi e materiale di origine vegetale; tuttavia, specialmente nel caso di giovani esemplari, non disdegnano gli insetti.

## Tassonomia
Il genere Gallus comprende le seguenti specie:
- Gallus gallus (Linnaeus, 1758) - gallo comune
- Gallus lafayettii (Lesson, 1831) - gallo di Sri Lanka
- Gallus sonneratii (Temminck, 1813) - gallo grigio
- Gallus varius (Shaw, 1798) - gallo verde